# Церковь Воскресения (Калининград)
Церковь Воскресения — евангелическо-лютеранский храм в Калининграде, главная церковь Калининградского пробства Евангелическо-лютеранской церкви Европейской части России (входит в Союз Евангелическо-лютеранских церквей).

## История
После неудавшихся попыток вернуть евангельской общине какую-либо из довоенных кирх Калининграда, в декабре 1996 года началось строительство новой церкви Воскресения. Первая служба в церкви была проведена 29 ноября 1998 года. Церковь была официально освящена 11 апреля 1999 года.

## Описание
Церковь построена по проекту архитектора Павла Михайловича Горбача. Площадь помещения церкви 1550 квадратных метров, высота — 28 метров. Церковь рассчитана на 400 прихожан. Инвестиции составили 2,1 млн евро.
В основание церкви заложен крест из кирпичей разрушенной евангельской церкви.
В 2008 году в церковь был передан орган 1960 года производства, находившийся до этого в евангельской церкви в немецком городе Нордорф.